# راؤول أغواس
راؤول أغواس هو مدرب كرة قدم ولاعب كرة قدم برتغالي في مركز الهجوم، ولد في 12 يناير 1949 في لوبيتو في أنغولا. لعب مع أكاديميكا كويمبرا وكونينكليجك سبورتفرينغنغ فاريغيم وكيه في ميخيلين وليرس ونادي بنفيكا ونادي بورتيمونينسي ونادي تشافيس.

## وصلات خارجية
- راؤول أغواس على موقع قاعدة بيانات كرة القدم.إي يو (الإنجليزية)